# Іванов Дмитро Іванович
Івано́в Дмитро́ Іва́нович (нар. 4 листопада 1930, Усадище, СРСР — пом. 7 жовтня 2005, Рівне, Україна) — радянський військовик, генерал-майор, начальник військ зв'язку 13-ї загальновійськової армії (1977–1980), 40-ї загальновійськової армії (1980–1981) та 36-ї загальновійськової армії (1981–1984). Ветеран Афганської війни. Кавалер двох Орденів Червоної Зірки.

## Життєпис
Дмитро Іванов народився у присілку Усадище Псковської області в родині селян. Військову кар'єру розпочав зі служби у 1950 році солдатом на посаді телеграфіста в окремому полку зв'язку Прибалтійського військового округу. У 1953 році закінчив Муромське військове училище зв'язку, після чого до 1962 року проходив військову службу на командних посадах у військах Групи Радянських військ в Німеччині та Прикарпатського військового округу (начальник зв'язку дивізіону, командира роти зв'язку).
З 1962 по 1967 рік навчався у військовій академії зв'язку ім. С. М. Будьонного в Ленінграді. По закінченню проходив службу в Прикарпатському військовому окрузі та Центральній групі військ на посадах командира батальйону зв'язку танкової дивізії, начальника вузла зв'язку окремого полку зв'язку, начальника вузла зв'язку штабу ЦГВ, старшого офіцера відділу зв'язку штабу ЦГВ.
З листопада 1973 року по грудень 1977 року — старший офіцер відділу, а згодом начальника відділу управління зв'язку штабу Прикарпатського військового округу. Наприкінці 1977 року призначений на посаду начальника військ зв'язку 13-ї загальновійськової армії.
З січня 1980 по жовтень 1981 року брав участь у бойових діях в Демократичній республіці Афганістан на посаді начальника зв'язку 40-ї загальновійськової армії. Після повернення до Радянського Союзу обіймав посаду начальника військ зв'язку 36-ї загальновійськової армії Забайкальського військового округу. Звільнився з лав Радянської армії у 1984 році.
Протягом 1988–1991 років очолював Рівненську обласну організацію воїнів-інтернаціоналістів. У 1991 році наказом Міністра Оборони СРСР нагороджений нагрудним знаком «Почесний радист».
Помер Дмитро Іванов 7 жовтня 2005 року. Похований в Рівному.

## Нагороди
- Орден Червоної Зірки
- Орден Червоної Зірки
- Медаль «В ознаменування 100-річчя з дня народження Володимира Ілліча Леніна»
- Медаль «20 років перемоги у Великій Вітчизняній війні 1941—1945 рр.»
- Медаль «40 років Збройних Сил СРСР»
- Медаль «50 років Збройних Сил СРСР»
- Медаль «60 років Збройних Сил СРСР»
- Медаль «За бездоганну службу» (СРСР) I ст.
- Медаль «За бездоганну службу» (СРСР) II ст.
- Медаль «За бездоганну службу» (СРСР) III ст.
- Нагрудний знак «Почесний радист СРСР» (1991)